# Exocentrus binaluensis
Exocentrus binaluensis es una especie de escarabajo longicornio del género Exocentrus, categorizada en la tribu Exocentrini, de la subfamilia Lamiinae. Fue descrita por Breuning en 1956.

## Descripción
Mide 3 mm de longitud.

## Distribución
Se distribuye por Filipinas.